# 門川紳一郎
門川 紳一郎（かどかわ しんいちろう、1965年 - ）は、 NPO法人ヘレン・ケラー自立支援センターすまいる（旧、特定非営利活動法人視聴覚二重障害者福祉センターすまいる）理事長。社会福祉法人全国盲ろう者協会理事。

## 経歴
生まれつき弱視、難聴であったが、4歳の頃にかかった猩紅熱が原因で聴力が悪化、失聴する。現在はほぼ全盲ろうである。
高校3年の時、福島智に初めて出会う。
1985年、大阪市立盲学校卒業後に大阪府の桃山学院大学社会学部に入学。
1987年、聴覚障害の友人と二人で、アメリカ盲ろう者協会の全国大会に参加。
1989年、大学卒業。卒業後、盲ろう者のための専門ワーカーを対象とするニューヨークのヘレン・ケラー・ナショナルセンターの国際プログラムに初めての盲ろう者として参加する。
1990年9月、ワシントンD.C.にあるギャローデット大学に編入生として入学するが、中途退学し、ニューヨーク大学へ進学。留学中はASL（アメリカ手話）による触手話通訳を利用して、全ての授業を受ける。
1992年5月、ニューヨーク大学のマスター・プログラム（大学院）を出る。NYUの大学院に進んだ初めての盲ろう者である。
2015年12月、第65回障害者自立更生等厚生労働大臣表彰。
2016年より盲導犬使用者となる。全盲ろう者の盲導犬使用者は日本国内では門川だけといわれる。